# Ernst Hugo Heinrich Pfitzer
Pour les articles homonymes, voir Pfister.
Ernst Hugo Heinrich Pfitzer est un botaniste allemand, né en 1846 et mort en 1906.
Ce professeur de botanique de l’université d’Heidelberg correspond avec Charles Darwin (1809-1882). Il crée en 1886 le genre Paphiopedilum de la famille des Orchidaceae.